# Melissa Gilbert
Melissa Ellen Gilbert (Los Angeles, Califòrnia, 8 de maig de 1964) és una actriu estatunidenca, escriptora i productora, principalment en pel·lícules i en televisió. La pèl-roja natural és reconeguda pel paper que va fer en la sèrie televisiva Little House on the Prairie, en la qual interpretava a la segona filla de Charles Ingalls (interpretat per Michael Landon); Laura Ingalls Wilder. La sèrie va durar des de 1974 fins a 1983. Poc després del final de la sèrie, va personificar a Gerda en l'obra "Teatre del conte de fades" (Faerie Tale Theatre), una adaptació de "La Reina de la Neu" (The Snow Queen). També va fer la veu del personatge de Clara en la pel·lícula "Fantasia Trencanous" (Nutcracker Fantasy), i, després, la veu de Barbara Gordon en Batman: "La Sèrie Animada" (The Animated Series). Més recentment, fou presidenta del Sindicat d'Actors.

## Vida personal i principis de la seva carrera
La Melissa Gilbert va néixer a Los Angeles, Califòrnia, en una família jueva. Va ser adoptada per l'actor Paul Gilbert (el veritable nom era Paul MacMahon) i la seva dona, Barbara Crane. Melissa va obtenir el paper de Laura Ingalls Wilder per a Little House on the Prairie després de superar un càsting en què es van presentar altres 500 actrius joves, en part per la seva semblança amb els actors Karen Grassle i Michael Landon. Gilbert va ser a la mateixa escola que Leslie Landon, la filla de Michael Landon a la vida real. Melissa i el seu germà Jonathan Gilbert van treballar junts, ja que Jonathan feia el paper de Willie a Little House on the Prairie, i, també, havia tingut una participació en la pel·lícula El miracle d'Anna Sullivan (The Miracle Worker). Quan Melissa tenia vuit anys els seus pares es van divorciar, i, quan en tenia 11, el seu pare va morir. Quan va finalitzar la sèrie que la va fer famosa, Gilbert passava caps de setmana amb la família de Michael Landon, i el seu fill, Michael Jr, va ser fins i tot la seva parella per un temps. La seva mare adoptiva es va casar novament, amb Harold Abeles, i va tenir, el 1975, la seva filla Sara Abeles, qui es va convertir en actriu. El 1984 Sara Abeles va canviar el seu cognom pel de Melissa, convertint-se en Sara Gilbert. Sara participaria més tard en la sèrie de televisió nord-americana Roseanne.

## La seva carrera després deLittle House on the Prairie
Melissa va continuar treballant regularment, principalment en televisió. Va fer el personatge de Jean Donovan a la pel·lícula "Eleccions del cor" (Choices of the Heart) (de 1983), va aparèixer en el videoclip de "Els Caçafantasmes" ("Ghostbusters") el 1984 i el d'Anna Sheridan en tres episodis de "Babilònia 5" (Babylon 5), juntament amb el seu espòs Bruce Boxleitner, el 1996.
Melissa va obtenir la presidència del Sindicat d'Actors el 2001 després d'una elecció en la qual va vèncer al seu oponent, Valerie Harper, per 21.351 vots contra 12.613 vots. El 2003, va ser reelegida, vencent en aquesta ocasió a Kent McCord amb el 50% dels vots, contra el seu 42% .1 El juliol de 2005, va anunciar que no es postularia per ser presidenta per tercera vegada, pel que va ser reemplaçada per Alan Rosenberg, qui va assumir la presidència del sindicat el 25 de setembre. El 2006, Gilbert va aparèixer com Shari Noble, una pacient, en un episodi de la quarta temporada de la sèrie "Cirurgia Estètica (Nip / Tuck). El 2007 va treballar en la pel·lícula de Danielle Steel s" Port Segur "(Safe Harbour) juntament amb Brad Johnson, Liana Liberato, Rebeca Staab, Brittny Lane Stewart sota la direcció de Bill Corcoran.
Per les seves contribucions a la indústria televisiva, Gilbert va obtenir una estrella al Passeig de la Fama de Hollywood. El 1998, va ser inclosa en el Passeig de la Fama Western Performers en el Museu Nacional del Vaquer i del seu Patrimoni, a Oklahoma City, Oklahoma.
Gilbert regularment es manté en contacte amb la seva amiga Alison Arngrim, qui feia el paper de la seva enemiga i a vegades millor amiga "Nellie Oleson" a Little House on the Prairie.

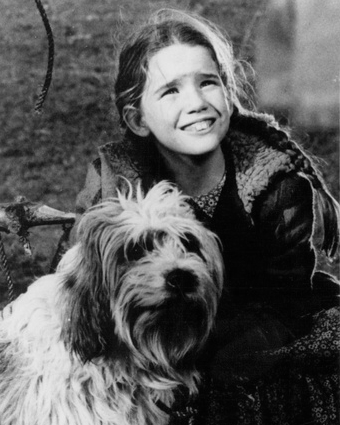
Melissa Gilbert al 1975, interpretant a Laura Ingalls

## Matrimonis
- Bo Brinkman (des del 21 de febrer de 1988 fins al 1992 en què es va divorciar), i va tenir un fill, Dakota Paul, nascut l'1 de maig de 1989.
- Bruce Boxleitner (des de l'1 de gener de 1995 fins a l'any 2011), amb qui va tenir un fill, Michael Garrett, nascut el 6 d'octubre de 1995.

Melissa és també madrastra dels dos fills que Bruce va tenir en una relació prèvia, Sam (nascut el 1980), i Lee (nascut el 1985).

## Premis i nominacions

### Nominacions
- 1980: Primetime Emmy a la millor actriu en sèrie o especial per El miracle d'Anna Sullivan
- 1981: Globus d'Or a la millor actriu en sèrie dramàtica per Little House on the Prairie